# Panton Pawoh
Panton Pawoh is een bestuurslaag in het regentschap Aceh Selatan van de provincie Atjeh, Indonesië. Panton Pawoh telt 1923 inwoners (volkstelling 2010).